# Hans Hofer
Pour les articles homonymes, voir Hofer.
Hans Hofer, pseudonyme de Hanuš Schulhof, né à Prague (Autriche-Hongrie) le 12 avril 1907 et mort à Rostock (Allemagne de l'Est) le 26 avril 1973 , est un artiste de cabaret, humoriste et acteur tchéco-autrichien.

## Biographie

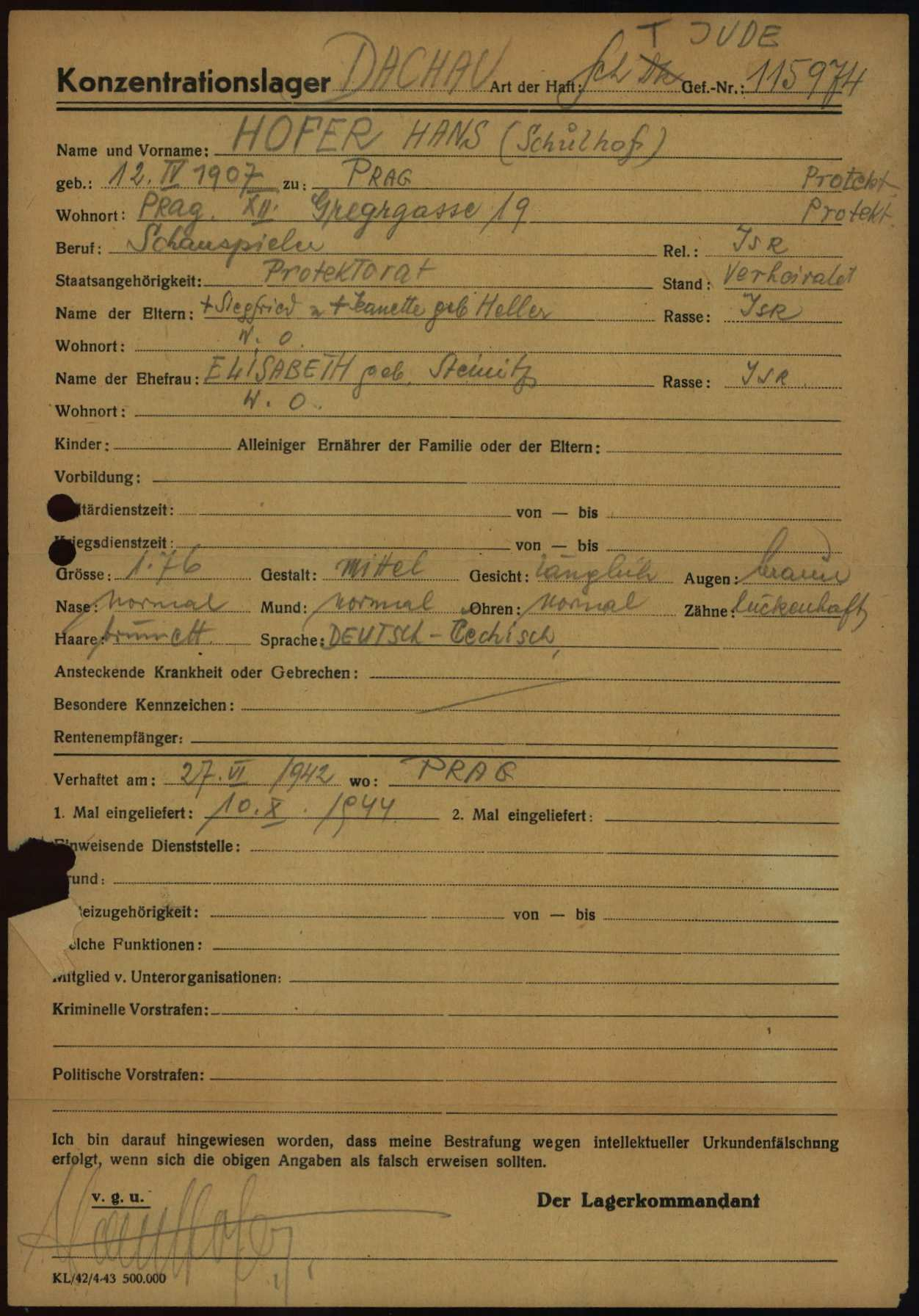
Formulaire d'enregistrement de Hans Hofer en tant que prisonnier dans le camp de concentration nazi de Dachau

Hans Hofer est le fils d'un comédien réputé de Prague. En 1924, il obtient un contrat à Vienne, mais retourne à Prague après l'annexion de l'Autriche par le Troisième Reich. Il travaille dans sa ville natale jusqu'en 1941 dans le « cabaret juif ». À la fin du mois de juillet 1942, son couple est déporté au ghetto de Theresienstadt où il fonde son propre cabaret, le Hofer-Kabarett. À l'automne de la même année, il apparaît dans le court métrage d'Irena Dodalová tourné dans le camp, Theresienstadt 1942. Il est assistant-réalisateur de Kurt Gerron pour Theresienstadt, le film de propagande nazie. Hans Hofer est ensuite transféré pour deux semaines au camp de concentration d'Auschwitz à la fin septembre 1944, puis déplacé à celui de Dachau. Après la libération des camps en avril 1945, il travaille dans divers théâtres à Prague, puis, en 1960, il est membre du Théâtre populaire de Rostock (de) (Volkstheater Rostock).

## Filmographie
- 1942 : Theresienstadt 1942 (participation)
- 1944 : Theresienstadt (assistant réalisateur)